# Ōtomo no Sakanoe no Iratsume
Ōtomo no Sakanoe no Iratsume est un nom japonais traditionnel ; le nom de famille (ou le nom d'école), Ōtomo, précède donc le prénom (ou le nom d'artiste).
Ōtomo no Sakanoue no Iratsume (大伴坂上郎女, c. 700 - 750) est une poétesse japonaise importante en son temps, dont 79 poèmes figurent dans le Man'yōshū.

## Biographie
Adolescente, elle épouse le prince Hozumi et après sa mort précoce épouse son demi-frère. Après sa mort, elle vit avec Ōtomo no Tabito.
Donald Keene et Tsuchihashi (dans son Man'yō Kaigan, II, p. 200) suggèrent que Ōtomo no Tabito a demandé c. 728 que Dame Ōtomoto éduque son fils, Ōtomo no Yakamochi. Cependant, il a été avancé que la demande de Tabito peut s'expliquer par le fait qu'Ōtomoto est devenu sa maîtresse ou qu'elle a remplacé sa femme récemment décédée pour accomplir les cérémonies religieuses pour le clan Ōtomo. Elle compose des chants tandis qu'elle procède aux rituels. Quand la nonne Rigan meurt, elle écrit une chanson de deuil.
Elle envoie deux chansons à sa fille, Ō Iratsume, pour lui dire combien celle-ci manque à sa mère. Plus tard, Ō Iratsume épouse Yakamochi.